# Rhamnella vitiensis
Rhamnella vitiensis là một loài thực vật có hoa trong họ Táo. Loài này được George Bentham mô tả khoa học đầu tiên năm 1863 dưới danh pháp Rhamnus vitiensis. Năm 1874, Albert Charles Smith chuyển nó sang chi Rhamnella.